# Zhang Sheng
Zhang Sheng (ur. 1987) – australijski zapaśnik walczący w stylu wolnym.
Brązowy medalista mistrzostw Azji Południowo-Wschodniej w 2025. Srebrny medalista mistrzostw Oceanii w 2023 i 2024 roku.